# Semič
Semič (Duits: Semitsch; Italiaans: Semich) is sinds 1995 een gemeente in de Sloveense regio Jugovzhodna Slovenija en telt 3832 inwoners (gemeentetelling 2003). De gemeente grenst aan Črnomelj, Kočevje, Metlika en Novo mesto en ligt in de regio Bela Krajina, het zuidoostelijke deel van Dolenjska. In Semič ontspringt de Krupa, die later mondt in de Lahinja. Het karstgebied, waarin de gemeente ligt, telt enige grotten die deels toegankelijk zijn voor het publiek.
De naam Semič is afgeleid van het kasteel Semenič. In 1338 werd Semič verheven tot aartsparochie. Tijdens de invallen van de Turken in de 16e eeuw werd er een versterking gebouwd. Desondanks werd Semič in 1547 door de Turken ingenomen en verwoest.

## Plaatsen in de gemeente
| - Blatnik pri Črmošnjicah - Brezje pri Rožnem Dolu - Brezje pri Vinjem Vrhu - Brezova Reber - Brezovica pri Črmošnjicah - Brstovec - Cerovec pri Črešnjevcu - Coklovca - Črešnjevec pri Semiču - Črmošnjice - Gornje Laze, Gradnik - Hrib pri Cerovcu - Hrib pri Rožnem Dolu - Kal - Komarna vas | - Kot pri Semiču - Krupa - Krvavčji Vrh - Lipovec - Maline pri Štrekljevcu - Moverna vas - Nestoplja vas - Omota - Oskoršnica - Osojnik - Planina - Podreber - Potoki - Praproče - Praprot | - Preloge - Pribišje - Pugled - Rožni Dol - Sela pri Vrčicah - Semič - Sodji Vrh - Sredgora - Srednja vas - Starihov Vrh - Stranska vas pri Semiču - Trebnji Vrh - Vinji Vrh pri Semiču - Vrčice - Štrekljevec |

Črnomelj · Dolenjske Toplice · Kočevje · Kostel · Loški Potok · Metlika · Mirna · Mirna Peč · Mokronog-Trebelno · Novo mesto · Osilnica · Ribnica · Semič · Šentjernej · Šentrupert · Škocjan · Šmarješke Toplice · Sodražica · Straža · Trebnje · Žužemberk
1. ↑  "Prebivalstvo po starosti in spolu, občine, Slovenija, polletno". Statistični urad Republike Slovenije. Geraadpleegd op 18 april 2021.